# Robert King (1er baronnet)
Pour les articles homonymes, voir Robert King (homonymie) et King.
Robert King (vers 1625 - mars 1707) est un homme politique anglo-irlandais. 

## Biographie
Il est le fils de Robert King et de Frances Folliott. Il est député de Ballyshannon à la Chambre des communes irlandaise entre 1661 et 1666. Le 27 septembre 1682, il est créé baronnet, de Boyle Abbet, dans le baronetage d'Irlande. Il siège pour le comté de Roscommon de 1692 à 1693, puis de 1696 à 1699. En 1695, il est nommé membre du Conseil privé d'Irlande. Il siège pour Boyle entre 1703 et sa mort en 1707 . 
Il épouse Frances Gore, fille du lieutenant-colonel Henry Gore et de Mary Blayney. Son fils aîné, John King, lui succède. Le descendant de son deuxième fils, Henry King, est créé comte de Kingston en 1768. 